# Samiriyah
Samiriyeh (tiếng Ả Rập: سميرية) là một ngôi làng Syria nằm ở phó huyện Sabburah thuộc huyện Salamiyah, Hama. Theo Cục Thống kê Trung ương Syria (CBS), Samiriyeh có dân số 960 trong cuộc điều tra dân số năm 2004.